# ミニモニ。ソング大百科1巻
『ミニモニ。ソング大百科1巻』（ミニモニ。ソングだいひゃっかいっかん）は、ミニモニ。の1枚目のアルバムである。

## 収録曲
特記以外　全作詞・作曲：つんく
1. ミニモニ。ジャンケンぴょん! (3:11)
編曲：小西貴雄
2. ミニハムずの愛の唄 (3:14) / ミニハムず
編曲：渡部チェル
3. アイ～ン!ダンスの唄 (3:16) / バカ殿様とミニモニ姫。
編曲：鈴木Daichi秀行
4. ミニモニ。ひなまつり! (3:39)
編曲：小西貴雄
5. あいらぶぶる～す (3:53)
編曲：上杉洋史
6. アイ～ン体操 (2:54) / バカ殿様とミニモニ姫。
作詞：朝長浩之　作曲：たかしまあきひこ　編曲：小西貴雄
7. ビタミン不足解消交響曲  (2:38)
編曲：鈴木俊介
8. 春夏秋冬だいすっき! (4:38)
編曲：永井ルイ
9. すき・すき・きらい・きらい・きらい・すき。 (1:45)
編曲：石塚知生
10. ミニモニ。のでっかい旅  (3:09)
編曲：小西貴雄
11. お菓子の街 (3:02) 
編曲：小西貴雄
12. ミニモニ。テレフォン!リンリンリン (3:05)
編曲：小西貴雄
13. ちっちゃなちっちゃな女の子  (1:55)
編曲：山尾正人
14. ミニ。ストロベリ～パイ (3:11)
編曲：酒井ミキオ
15. おはようさん～また明日の唄～ (1:35)
編曲：23's
16. ミニモニ。バスガイド (3:49)
編曲：小西貴雄